# Marius Cheregi
Marius Cheregi (Nagyvárad, 1967. október 4. –) román válogatott labdarúgó.

## Mérkőzései a román válogatottban
| #  | Dátum               | Ellenfél        | Eredmény | Kiírás              | Esemény |
| -- | ------------------- | --------------- | -------- | ------------------- | ------- |
| 1. | 1990. február 4.    | Algéria         | 0 – 0    | barátságos mérkőzés | 75'     |
| 2. | 1990. április 3.    | Svájc           | 1 – 2    | barátságos mérkőzés | 75'     |
| 3. | 1992. május 6.      | Feröer-szigetek | 7 – 0    | Vb-selejtező        | 77'     |
| 4. | 1992. augusztus 26. | Mexikó          | 2 – 0    | barátságos mérkőzés |         |
| 5. | 1993. január 31.    | Ecuador         | 0 – 3    | barátságos mérkőzés |         |
| 6. | 1993. február 3.    | Peru            | 2 – 0    | barátságos mérkőzés | 60'     |

## Sikerei, díjai
- FC Dinamo București:
  - Román labdarúgó-bajnokság bajnok: 1991-92
- Samsunspor:
  - Balkán-kupa győztes: 1994
- Ferencvárosi TC:
  - Magyar labdarúgó-bajnokság bajnok: 2000–01
  - Magyar labdarúgókupa győztes: 2002–03

## Fordítás
- Ez a szócikk részben vagy egészben  a   Marius Cheregi című francia Wikipédia-szócikk fordításán alapul.  Az eredeti cikk szerkesztőit annak laptörténete sorolja fel. Ez a jelzés csupán a megfogalmazás eredetét és a szerzői jogokat jelzi, nem szolgál a cikkben szereplő információk forrásmegjelöléseként.